# 마르쿠스 유니우스 호물루스
마르쿠스 유니우스 호물루스(Marcus Iunius Homullus)는 1세기 말과 2세기 초에 활동했던 로마의 원로원 의원으로, 제국 내에서 많은 직책들을 수행했었다. 또한  102년 9월부터 12월까지 눈디니움간 루키우스 안토니우스 알부스를 동료 집정관으로 둔 보좌 집정관으로도 활동했었다. 베르나르 레미(Bernard Rémy)는 그의 코그노멘인 호물루스가 주로 이탈리아에서 모습을 보였으므로, 따라서 이런 점이 그의 태생을 나타내기도 했을 것이다.
소플리니우스는 서신에서 호물루스를 세 차례 언급했었다. 맨 처음에, 플리니우스는 호물루스와 티베리우스 카티우스 카이시우스 프론토가 비티니아 폰투스 속주의 총독 기간 율리우스 바수스의 불법행위에 대한 기소에 대해서 바수스를 옹호했다고 언급했다. 두 번째로, 플리니우스는 그와 호물루스가 정확하게 동일한 기소 내용에 대해서 바레누스 루푸스 (Varenus Rufus)를 옹호했는지에 대해 적었다. 세 번째로, 플리니우스는 호물루스가 원로원 선출 법령에 대한 개혁 문제에 대해서 언급했다고 기록을 남겼다.
호물루스에 대해서 오직 한 가지 직책만이 분명하게 확인되었는데, 바로 황제 속주인 카파도키아의 총독직이었다. 베르너 에크는 그의 임기를 111년부터 114년까지로 추측했다. 그는 소아시아의 대부분을 담당하던 초창기의 속주가 카파도키아와 갈라티아로 분할되어 형성되고 나서 첫 총독이었다. 그가 총독이던 때에, 트라야누스 황제가 파르티아 원정을 벌이고 있던 기간에 그의 담당 속주를 방문했는데, 이때 아르메니아의 왕 파르타마시리스는 자신에게 호물루스를 보내달라고 트라야누스에게 요구했었고, 트라야누스는 대신에 호물루스의 아들을 보냈다. 이 아들은 128년의 보좌 집정관이었던 마르쿠스 유니우스 호물루스와 동일 인물로 보인다.
호물루스는 칼라토르가 M. 유니우스 에파프로디투스(M. Junius Epaphroditus)였던 101-102년 기간에 폰티펙스인 M 유니우스였을 수 있다.

## 호물루스와 황제
윌리엄 맥더모트(William McDermott)는 이 유니우스 호물루스가 히스토리아 아우구스타에서 트라야누스에게 "도미티아누스는 나쁜 황제이지만, 좋은 조언가들이 있었습니다."라고 말한 호물루스와 같은 인물로 인식했다. 맥더모트는 이 일화가 마리우스 막시무스의 역사서인 '히스토리아 아우구스타'에 쓸 상상의 출처에서 비롯했다고 보았다. 그는 이 정체를 밝히는 것이 만일 호물루스가 트라야누스와 맞선 기회가 있을 경우에만 가능하다고 언급했고, 이 둘이 카파도키아에 같이 있었음을 지적했다. 트라야누스는 자신의 군 조언가들의 영향력 하에 있었고, 제국의 국경을 늘리고 결정하였다. "이 동방 원정이 많은 원로원 의원들에게 불확실한 위업 및 재앙으로 고려된 것이 틀림없었고, 심지어는 황제가 얼마나 진행할 수 있을 것인가가 서서히 명백해지기도 했다"라고 맥더모트는 글을 남겼다. "분명하게 하드리아누스가 관련 내용에 대해서 상의를 해봤다고 한다면, 그의 파벌 무리는 간담이 서늘해진 것이 분명하였다."
맥더모트는 호물루스가 '직권 침해'(maiestas laesa)에 대한 문제를 피하기 위해 트라야누스의 붙임성에 의지했다고 추측했다. 그렇지만 트라야누스는 그를 루키우스 카틸리우스 세베루스로 대체하기로 결정하였다. "호물루스가 추가적인 직위를 가졌는지에 대해선 알려지지 않았지만," "트라야누스와 그의 대립이 황제가 되었을 때의 하드리아누스의 향후 행동들에 많이 부합했기에, 호물루스는 트라야누스 사후에 잘 지냈을 것"이라고 하였다."